# Faye Mata
Faye Mata (nacida el 2 de septiembre) es una actriz de doblaje estadounidense conocida por sus papeles de doblaje como Aqua en KonoSuba!, Astolfo/Rider of Black en Fate/Apocrypha, Petra Macneary en Fire Emblem: Three Houses, Yukie Shikako en Godzilla Singular Point y por la voz de Kagami Tsurugi en miraculous: las aventuras de Ladybug.

## Carrera en el gaming
Además de su carrera como actriz de doblaje, Mata ha estado muy involucrada en varios torneos de juegos. Participó particularmente en los torneos Pokkén Tournament y Super Smash Bros. Brawl, logrando una notoriedad sustancial en los círculos de los videojuegos.
Si bien Mata ya no continúa participando activamente en torneos, continúa realizando transmisiones benéficas a través de Twitch, donde normalmente juega Super Smash Bros. Ultimate, y también es parte del equipo de deportes electrónicos Panda. También ha organizado torneos de videojuegos con fines benéficos. El más reciente de ellos fue para Voices for a Change, donde se recaudó dinero para The Bail Project.

## Filantropía y caridad
Mata ha contribuido al Black Girls Code, Girls Who Code y al programa Tyrone Gayle Scholars. Ella expresa su apoyo a programas o organizaciones benéficas que representan a jóvenes de minorías. Respecto a Girls Who Code, Mata describió su pasión específica por el programa:
“Esencialmente, se trata de presentarles programas/opciones que normalmente no eran obvios o no estaban disponibles para nosotros mientras crecíamos, inspirándolos naturalmente a seguir esos caminos si encuentran pasión en ellos. Por ejemplo, una codificadora femenina es rara. Girls Who Code financia programas extracurriculares gratuitos que brindan a las niñas un lugar donde no sentirse presionadas por las barreras típicas y aprender sobre programación, y tal vez un día después de participar en estos clubes, vayan a la universidad y se conviertan en ingenieras en el futuro, porque eso es lo que siempre quisieron hacer, en lugar de intentar introducir/forzar el cambio de los adultos. etc."
Además de apoyar a estas organizaciones benéficas, también realizó donaciones a Direct Relief durante la pandemia de COVID-19 de 2020. Usando Twitch como plataforma, recaudó dinero haciendo que los espectadores la desafiaran en Super Smash Bros. Ultimate. donde podrían ser elegidos mediante sorteo aleatorio o donar a una organización benéfica para colocarlos en una cola prioritaria.

## Filmografía

### Doblaje al inglés[7]
| Año       | Título                                           | Papel                                                           | Notas              |
| --------- | ------------------------------------------------ | --------------------------------------------------------------- | ------------------ |
| 2014      | Magi                                             | Tiare                                                           | [ 8 ]              |
| 2014      | Suisei no Gargantia                              | Linaria                                                         | [ 9 ]              |
| 2015      | Nagi no Asukara                                  | Kaori Akiyoshi                                                  | [ 10 ]             |
| 2015      | Heroes: Legends of the Battle Disks              | Sophie Vulkay                                                   | [ 11 ]             |
| 2016      | Love Live!                                       | Rin Hoshizora                                                   | [ 12 ]             |
| 2016      | Gakusen Toshi Asterisk                           | Violet Weinberg                                                 | [ 13 ]             |
| 2017      | Occultic;Nine                                    | Ryouka Narusawa                                                 | [ 14 ]             |
| 2017      | Hunter × Hunter                                  | Neon Nostrade/Amana                                             | [ 15 ]             |
| 2018      | B The Beginning                                  | Lily Hoshina                                                    | [ 16 ]             |
| 2018      | Kakegurui                                        | Yumemi Yumemite                                                 | [ 17 ]             |
| 2018      | Back Street Girls                                | Yui Nakamura                                                    | [ 18 ]             |
| 2018      | JoJo's Bizarre Adventure: Diamond Is Unbreakable | Yukako Yamagishi                                                | [ 19 ]             |
| 2018      | Fate/Apocrypha                                   | Astolfo/Rider of Black                                          | [ 20 ]             |
| 2018      | Sword Gai: The Animation                         | Midoriko                                                        | [ 21 ]             |
| 2018      | Sword Art Online Alternative Gun Gale Online     | Fukaziroh/Miyu Shinohara                                        | [ 22 ] [ 23 ]      |
| 2018      | Granblue Fantasy: The Animation                  | Sierokarte                                                      | [ 24 ]             |
| 2018–2021 | re:Zero kara Hajimeru Isekai Seikatsu            | Priscilla Barielle, Frederica Baumann (temporada 1), Rem (bebé) | [ 25 ]             |
| 2019      | KonoSuba!                                        | Aqua                                                            | [ 26 ] [ 27 ]      |
| 2019      | Gundam Build Divers                              | Kanari                                                          | [ 28 ]             |
| 2019      | Sailor Moon Sailor Stars                         | Sailor Aluminum Siren/Reiko Aya                                 | [ 29 ] [ 30 ]      |
| 2019      | The Rising of the Shield Hero                    | Malty S. Melromarc                                              | [ 31 ]             |
| 2019–2020 | Isekai Quartet                                   | Aqua                                                            | [ 32 ] [ 33 ]      |
| 2020      | Japan Sinks 2020                                 | Ayumu                                                           | [ 34 ]             |
| 2020      | Magia Record: Puella Magi Madoka Magica Gaiden   | Kuroe                                                           | [ 35 ] [ 36 ]      |
| 2021      | Godzilla Singular Point                          | Kanoko (Shikako)                                                | Doblaje de Netflix |
| 2021      | Jaku-Chara Tomozaki-kun                          | Aoi Hinami                                                      | [ 37 ]             |
| 2021–2022 | yashahime: Princess Half-Demon                   | Aiya                                                            |                    |
| 2022      | tekken: Linaje                                   | Ling Xiaoyu                                                     |                    |

#### Animación
| Año          | Título                               | Papel                | Notas             |
| ------------ | ------------------------------------ | -------------------- | ----------------- |
| 2018–present | miraculous: las aventuras de Ladybug | Kagami Tsurugi/Ryuko | [ 38 ]            |
| 2018         | Lego Friends: Girls on a Mission     | Emma                 | [ 39 ]            |
| 2019         | Hazbin Hotel                         | Katie Killjoy        | Piloto únicamente |
| 2023         | Helluva Boss                         | Glitz y Glam         | [ 41 ]            |
| 2020         | Deathstroke: Knights &; Dragons      | H.I.V.E Queen/Jade   | [ 42 ] [ 43 ]     |

#### Doblaje en películas
| Año  | Título                           | Papel                            | Notas  |
| ---- | -------------------------------- | -------------------------------- | ------ |
| 2016 | Love Live! The School Idol Movie | Rin Hoshizora                    | [ 44 ] |
| 2018 | Accel World: Infinite Burst      | Lemon Pierrette/Suntan Schafe    | [ 45 ] |
| 2019 | White Snake                      | Precious Jade Workshop Foxy Boss | [ 46 ] |
| 2021 | KonoSuba!: Legend of Crimson     | Aqua                             | [ 47 ] |